# Rutherford megye (Észak-Karolina)
Rutherford megye az Amerikai Egyesült Államokban, azon belül Észak-Karolina államban található. Megyeszékhelye Rutherfordton, legnagyobb városa Forest City. Lakosainak száma 64 444 fő (2020. április 1.). Rutherford megye McDowell, Burke, Cleveland, Cherokee, Spartanburg, Polk, Henderson és Buncombe megyékkel határos.

## Népesség
A megye népességének változása:
| Lakosok száma | 67 784 | 67 412 | 67 303 | 66 956 | 66 390 | 64 444 |
|               | 2010   | 2011   | 2012   | 2013   | 2015   | 2020   |